# Conjunto Ceará
O Conjunto Ceará é um bairro da zona oeste de Fortaleza e é o 7º bairro mais populoso da cidade. Sendo este, projeto da Companhia de Habitação do Ceará no fim da década de 1970, o bairro foi idealizado utilizando o conceito urbanístico de unidade de vizinhança, de Clarence Perry, e inaugurado em 1977.
A estrutura do Conjunto Ceará, com o passar dos anos, se tornou expressiva, possibilitando com que este fosse classificado como o 53º bairro no Índice de Desenvolvimento Humano da capital cearense. Ademais, de acordo com o Projeto de Desenvolvimento Comunitário do Conjunto Ceará (Prodecom), o bairro possuí, atualmente, entorno de 700 estabelecimentos, como comércios, lanchonetes e prestação de serviços. Porém, o bairro também é formado por diversas escola públicas estaduais e municipais, Delegacia de Polícia Civil, Quartel da Polícia Militar, Quartel dos Bombeiros, Hospital Distrital, Posto de Saúde, pelo Terminal do Conjunto Ceará, Vila Olímpica, Projeto ABC dentre outros equipamentos. O Bairro possui a terceira melhor condição de infraestrutura domiciliar de Fortaleza.

## História
O Conjunto Ceará foi criado na década de 1970. Nesta época, o Brasil passava por um crescimento vertiginoso da desigualdade social e da crise habitacional levando os militares a criarem o Banco Nacional de Habitação, com a intenção de "estimular a construção de habitações de interesse social e o financiamento da aquisição da casa própria, especialmente pelas classes da população de menor renda" (Lei nº 4.380/1964).
Foi nessas circunstâncias políticas, que os municípios e estados começaram a criar órgãos especializados. No Ceará, houve a criação da Companhia de Habitação do Ceará (COHAB-CE), que projetou no fim da década de 70 o espaço habitacional Conjunto Ceará e entregou em 1977, através do Coronel Adauto Bezerra, 996 casas padronizadas. Segundo Evaldo Lima, a área destinada ao Conjunto Ceará era de propriedade de um rico latifundiário, o  senhor Bezerrinha, também proprietário das terras da Bezerra de Menezes. A região onde hoje estão localizadas a primeira e a segunda etapa era chamada de Estiva, enquanto nas proximidades do canal onde hoje está localizada a quarta etapa era a conhecida como Veneza.
O bairro possuía 6 tipos de imóveis, do tipo A,B,C,D e E. As casas se diferenciavam em tamanho e em números de cômodos e foram divididas entre a população através da analise de renda. O Conjunto Ceará foi projetado com doze unidades de vizinhanças (UV), cada unidade equivalia a cem residências, e possuíam um colégio público como referencia. Hoje há também uma outra divisão no bairro, sendo eles: Conjunto Ceará I e II, que divide o conjunto ao meio.
Ainda segundo Evaldo Lima, "a vida dos primeiros habitantes da região não foi fácil. O Conjunto não tinha calçamento, moravam distantes das áreas centrais, sofriam o abandono do poder público com carências de escolas, postos de saúde, áreas de lazer e com um deficiente sistema de transportes coletivos em um conjunto que nem tinha calçamento".

## Dias Atuais
Em 1988, o conjunto ceará voltou a ter uma importância histórica para Fortaleza, foi graças aos votos da população desse bairro que Ciro Gomes foi eleito prefeito de Fortaleza. E este já eleito realizou importantes melhorias no Conjunto. O Bairro por muitos anos ficou conhecido como “território político” do Ciro Gomes.
Apesar de estar situado na periferia da cidade de Fortaleza, o Conjunto Ceará possui 13 escolas (municipais e estaduais), 1 hospital distrital, um Polo de lazer, bancos, delegacias, um terminal de ônibus, um quartel do corpo de bombeiros, um posto do Detran, um quartel da polícia militar, bancos, escolas, delegacia e diversas opções de lazer.
O Polo de Lazer Luiz Gonzaga, em especial,  localizado na avenida central do bairro, é palco das grandes festas do bairro, festivais de festas juninas, eventos do movimento Hip-hop e festas da padroeira Nossa Senhora da Conceição, padroeira do bairro.
Um dos maiores problemas do bairro continua sendo a distância dos grandes centros culturais, a falta de manutenção das vias, e o crescente inchaço populacional.
Embora já possa se encontrar no bairro casas muito bem equipadas, a maioria da população é composta de pessoas simples e humildes que ainda possuem o hábito interiorano de colocar cadeiras na calçada ao fim de tarde para um bate papo entre vizinhos.